# Nyctemera celsa
Nyctemera celsa är en fjärilsart som beskrevs av Walker 1864. Nyctemera celsa ingår i släktet Nyctemera och familjen björnspinnare. Inga underarter finns listade i Catalogue of Life.